# Michael Bucher (Musiker)
Michael Bucher (* 1975) ist ein Schweizer Gitarrist, Multiinstrumentalist, Komponist und Tongestalter.

## Leben und Wirken
Michael Bucher lebt in Zürich, wo er die ACM (Academy of Contemporary Music) 1999 abschloss. Danach folgten Aufenthalte in New York mit Unterricht bei Peter Bernstein, John Abercrombie und Wayne Krantz. Neben der Gitarre spielt er verschiedene weitere Instrumente wie chromatische Mundharmonika, Pandeiro, Lamellophon und E-Bass. Zusammen mit Patrick Sommer (Bass/Komposition) und Schlagzeuger Tobias Friedli gründete Bucher 2004 das Kollektiv BucherSommerFriedli, ab 2010 verstärkt zum Quartett mit Stefan Aeby, und entwickelte es über Jahre weiter. Aus dieser Zusammenarbeit entstand die Band ChaChaMania.

## Aktuelle Bands
Buchers aktuelle Bands sind ChaChaMania mit Patrick Sommer, Peter Wagner und Kaspar Rast; Bucher’s Organ Book mit Thomas Bauser an der Hammondorgel und Lukas Mantel am Schlagzeug sowie ein Duo mit der Sängerin Anne Czichowsky. Weiterhin arbeitete er mit Marianne Racine, Jochen Baldes, Herbie Kopf, Fabienne Hoerni, Peter Scherer, Tony Renold, Rätus Flisch und Bettina Tuor zusammen.

## Filmmusik und Theater
Michael Bucher vertonte mehrere Filme für die Künstler huber.huber und zuletzt 2019 den Film forest tales and emerald trees der Künstlerin Monica Ursina Jäger.
Bucher spielte am Theater Neumarkt in Zürich und verschiedenen Projekten des Kulturtenors Christian Jott Jenny. Bis 2009 war Bucher Mitglied der Performancegruppe pulp.noir. Für den Wadin Jazz Club im Theater Ticino Wädenswil kuratiert Bucher das Programm seit 2017.

## Diskografische Hinweise
- ChaChaMania: Sunday (Eigenvertrieb 2019, Vinyl/CD/Stream)
- Bucher’s Organ Book: 27 Minutes (Unit Records, 2018)
- World of Strings: Phyhä (Musiques Suisse, MGB, 2014)
- BucherSommerFriedli & Aeby: Where Is Now? (Double Moon Records, 2013)
- Bucher’s Organ Book: 1st Edition (Dryrecords, 2012)
- Bucher 5: Here and There (Unit Records, 2011)
- Tony Renold Quartet: Places (Unit Records, 2011)
- BucherSommerFriedli & Aeby: Expanding (Dryrecords, 2010)
- BucherSommerFriedli: Farb (Dryrecords, 2008)
- KEB: Gunzgen Süd (Unit Records, 2008)
- BucherSommerFriedli: Thermi (Dryrecords, 2005)
- Tony Renold Quartet: Timeless Flow (Universal Records, 2005)
- Chachamania: Mr.Pink presents… (Dryrecords, 2005)
- Onyx Light: Dope (Dryrecords, 2001)